# Beijing X7

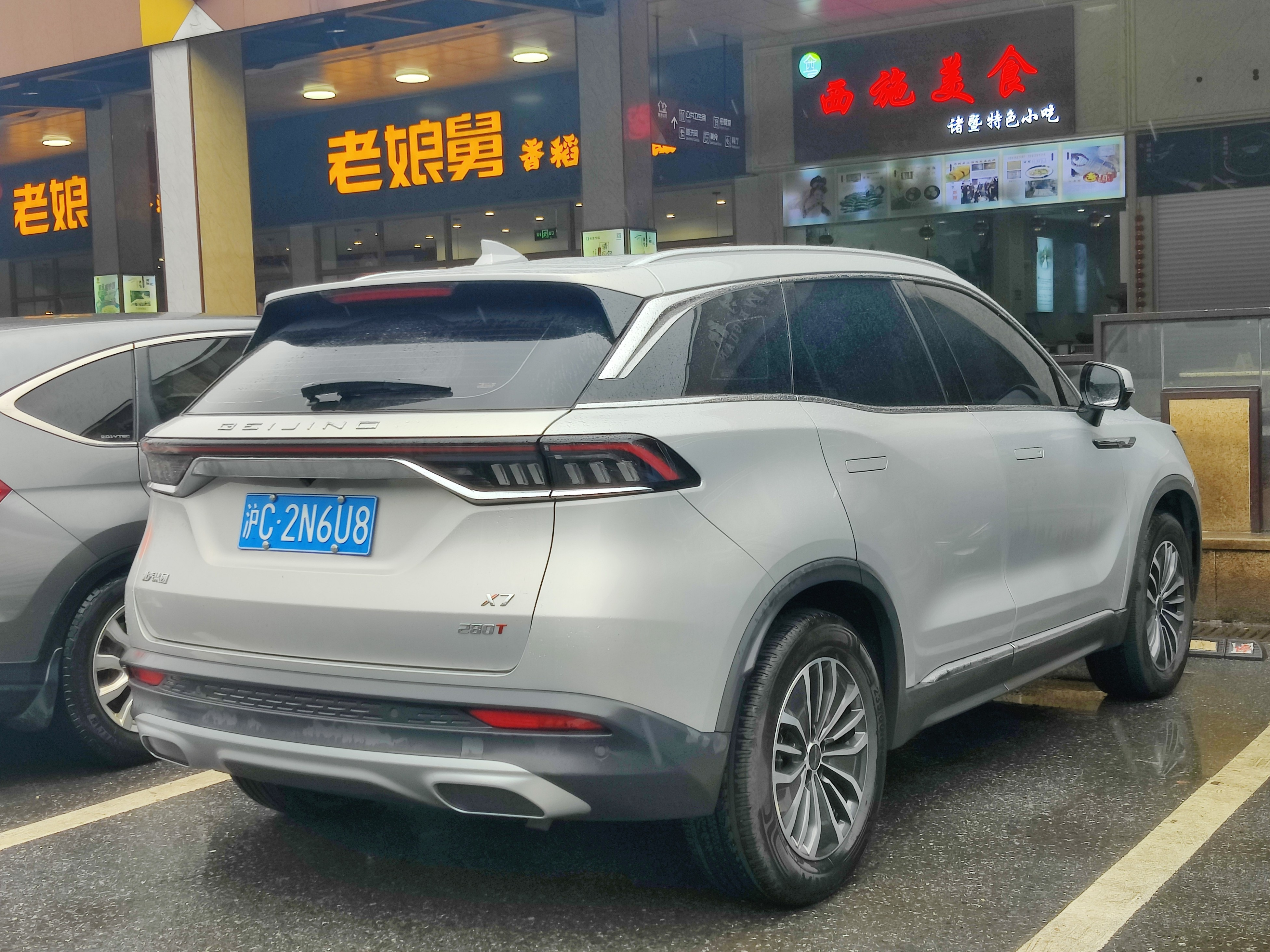
Вид сзади

Beijing X7 (BAIC X7) — среднеразмерный кроссовер, выпускающийся с 2020 года китайским автопроизводителем BAIC Motor. С 2024 года называется BAIC X75.

## Описание
Автомобиль Beijing X7 базируется на платформе BMFA. Производство автомобиля началось в мае 2020 года, а продажи — в июне 2020 года. В Россию официально не поставляется. Конкурентами являются BMW X3 и Audi Q5. В 2023 году автомобиль прошёл рестайлинг передней и задней части.

## Технические характеристики
Автомобиль Beijing X7 оснащается 1,5-литровым бензиновым двигателем внутреннего сгорания с подключаемым модулем мощностью 188 л. с. и крутящим моментом 275 Н*м, который также устанавливается на Beijing X3. По сути, это первая модель, построенная на платформе BMFA. Салон оборудован «телевизором» от Mercedes-Benz GLS-класс.

## Производство в России
Автомобиль Beijing X7 выпускается в России компанией Автотор, где также выпускаются BAIC U5 Plus, BAIC X35 и BAIC BJ40 Plus. Планируется, что на российском рынке модель заменит Kia Sportage.

## Галерея

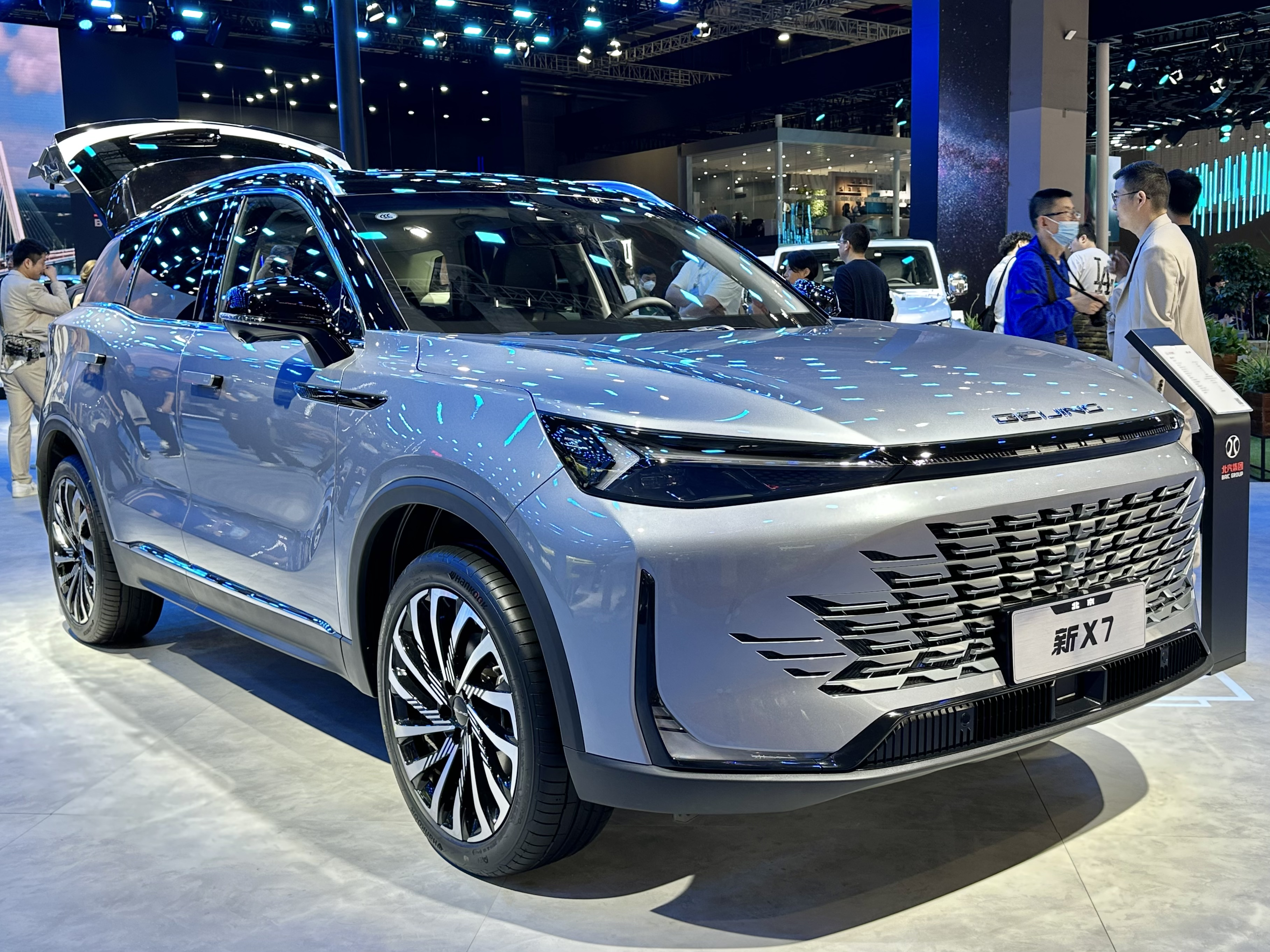
Рестайлинг передней части
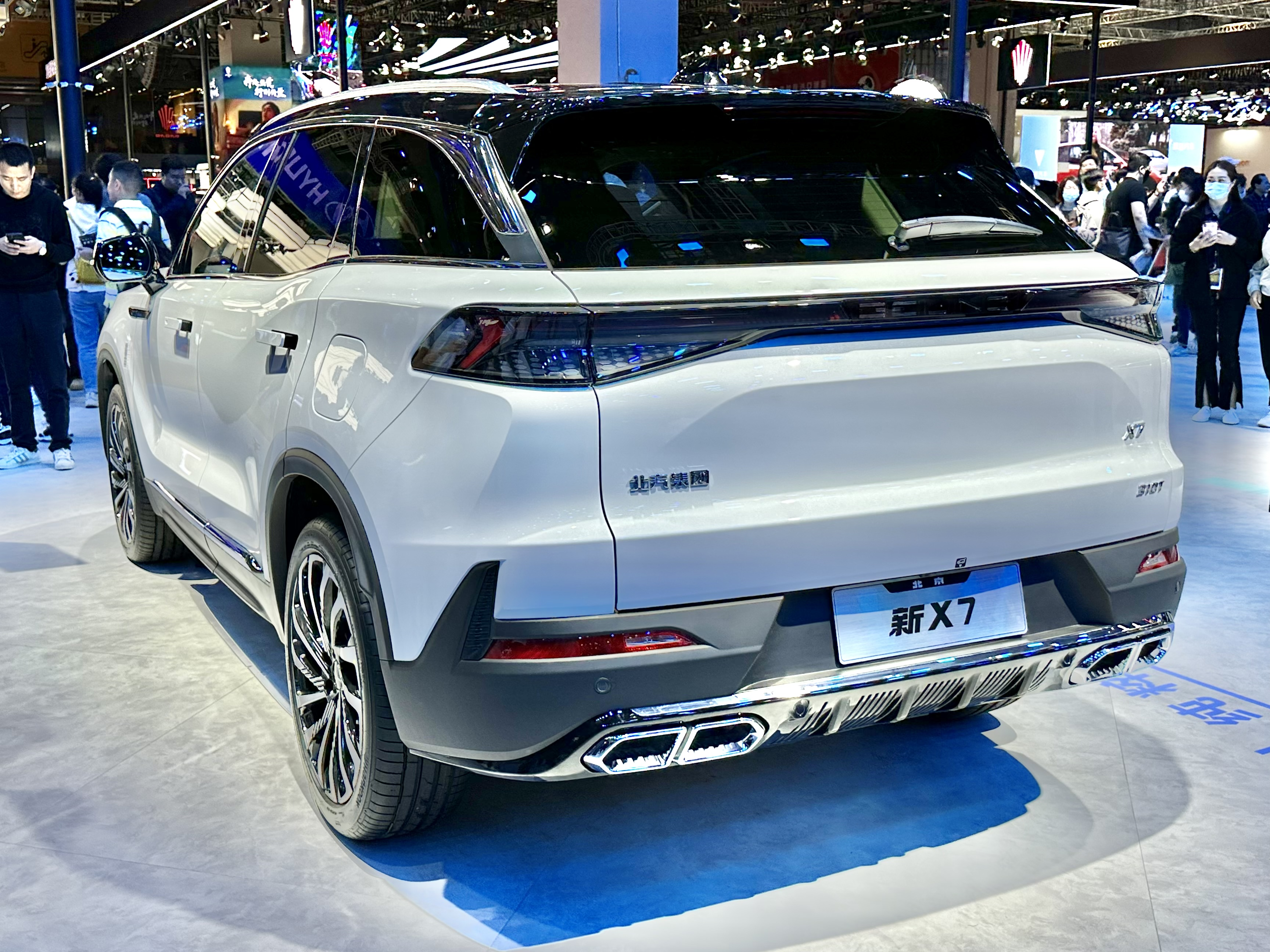
Рестайлинг задней части